# Werner Döring
Pour les articles homonymes, voir Döring.
Werner Döring (né le 2 septembre 1911 à Berlin, mort le 6 juin 2006 à Malente) est un physicien théorique allemand. De 1963 jusqu'à sa retraite en 1977, il est professeur ordinaire à l'Université de Hambourg. Son principal sujet d'intérêt est la théorie du magnétisme. Ses ouvrages sur la physique théorique ont influencé plusieurs générations d'étudiants.
Il est connu aujourd'hui pour la théorie de Becker-Döring de la nucléation des gouttelettes dans les solides (physique de la matière condensée), et pour le modèle de détonation de Zeldovich-von Neumann-Döring (génie des explosifs).

## Publications (sélection)
- R. Becker, W. Döring, Kínetische Behandlung der Keimbildung in übersättigten Dämpfen, Annalen der Physik 24, 719 (1935)
- R. Becker, W. Döring, Ferromagnetismus, Berlin, Springer 1939
- W. Döring, Einführung in die Theoretische Physik (Sammlung Göschen; fünf Bände: Mechanik, Elektrodynamik, Optik, Thermodynamik, Statistische Mechanik), Berlin, 1957
- W. Döring, Einführung in die Quantenmechanik, Vandenhoeck & Ruprecht, Göttingen 1962
- W. Döring, Mikromagnetismus, in: Handbuch der Physik, S. Flügge Ed., Bd. XVIII/2, 1966
- W. Döring, Point Singularities in Micromagnetism, J. Appl. Phys. 39, 1006 (1968)
- W. Döring, Atomphysik und Quantenmechanik (Band 1: Grundlagen - Berlin: De Gruyter, 2. verbesserte Auflage 1981,  (ISBN 3-11-008199-7); Band 2: Die allgemeinen Gesetze, ditto, 1976,    (ISBN 3-11-004590-7); Band 3: Anwendungen, ditto, 1979,  (ISBN 3-11-007090-1))